# Acomayo (província)
Acomayo é uma província do Peru localizada na região de Cusco. Sua capital é a cidade de Acomayo.

## Distritos da província
- Acomayo
- Acopia
- Acos
- Mosoc Llacta
- Pomacanchi
- Rondocan
- Sangarará